# 濱景花園
濱景花園（英語：Ravana Garden）位於香港新界沙田區石門安景街1-3號，是一個私人屋苑，於1988年2月入伙，由5座住宅大廈組成，提供1,148個單位。

## 環境
坐落於城門河畔，部份單位可享城門河、香港體育學院、沙田馬場和彭福公園的景緻。

## 鄰近
- 水中天
- 翠湖花園
- 香港沙田萬怡酒店
- 新界鄉議局大樓
- 綠在沙田
- 路德會梁鉅鏐小學（1954年創辦，1990年自高超道邨遷入）

## 交通
住戶要乘坐10分鐘巴士或小巴往沙田市中心，亦可步行10分鐘到達港鐵屯馬綫石門站；而住宅鄰近大老山隧道，無論經2號幹線前往九龍東或香港島皆十分便捷。